# Советская торгово-промышленная выставка в Токио
Советская торгово-промышленная выставка в Токио (Япония) состоялась в 1961 году и продолжалась с 15 августа по 4 сентября.
Пользуясь всеобщим мировым интересом к запущенному СССР 4 октября 1957 года первому искусственному спутнику Земли, в Кремле решили подправить негативный образ страны, организуя выставки достижений советской науки и техники по всему миру — кроме Токио, советские выставки в это период состоялись в Лондоне, Улан-Баторе, Париже, Чикаго.
Прилетевший на церемонию открытия выставки первый заместитель Председателя Совета министров СССР А. И. Микоян с членами делегации прибыли на аэродром Ханеда на самолёте «Аэрофлота», в аэропорту Микоян выступил с речью, далее кортеж автомобилей в сопровождении мотоциклистов проехал по улицам Токио. Микоян с руководителями японского правительства и деловых кругов Японии посетили советский павильон. Также советская делегация провела ряд переговоров, целью которых было продемонстрировать наличие возможностей для существенного развития торгово-экономических связей между двумя государствами. Кроме Микояна на открытии выставки выступали советские артисты. Певица Нина Пантелеева исполнила на открытии и закрытии выставки песню «Сапожки русские» (комп. Николай Кудрин- слова А. Щербань).
На выставке были представлены Советские автомобили, самовары, фарфоровые сервизы, товары лёгкой промышленности, шубы и т. п.
Торгово-промышленная выставка в Токио имела большое значение для расширения торговли между двумя странами. В последующие годы наблюдается значительное расширение товарооборота между СССР и Японией: его прирост в 1961 году составил 48 %, в 1962 году — 24 %.